# Liste des communes de la Haute-Loire
Pour les autres listes de communes françaises, voir Listes des communes de France.
| - La Haute-Loire en France métropolitaine. - Carte des communes de la Haute-Loire. |

Cette page liste les 257 communes du département français de la Haute-Loire au 1er janvier 2025.

## Liste des communes
Le tableau suivant donne la liste des communes au 1er janvier 2025, en précisant leur code Insee, leur code postal principal, leur arrondissement, leur canton, leur intercommunalité, leur superficie, leur population et leur densité, d'après les chiffres de l'Insee issus du recensement 2022,.
| Nom                             | Code Insee | Code postal | Arrondissement  | Canton                                                                  | Intercommunalité                      | Superficie (km2) | Population (dernière pop. légale) | Densité (hab./km2) | Modifier                                    |
| ------------------------------- | ---------- | ----------- | --------------- | ----------------------------------------------------------------------- | ------------------------------------- | ---------------- | --------------------------------- | ------------------ | ------------------------------------------- |
| Le Puy-en-Velay (préfecture)    | 43157      | 43000       | Le Puy-en-Velay | Le Puy-en-Velay-1 Le Puy-en-Velay-2 Le Puy-en-Velay-3 Le Puy-en-Velay-4 | CA du Puy-en-Velay                    | 16,79            | 18 989 (2022)                     | 1 131              | modifier les données · modifier les données |
| Agnat                           | 43001      | 43100       | Brioude         | Sainte-Florine                                                          | CC Brioude Sud Auvergne               | 19,65            | 171 (2022)                        | 8,7                | modifier les données · modifier les données |
| Aiguilhe                        | 43002      | 43000       | Le Puy-en-Velay | Le Puy-en-Velay-2                                                       | CA du Puy-en-Velay                    | 1,10             | 1 483 (2022)                      | 1 348              | modifier les données · modifier les données |
| Allègre                         | 43003      | 43270       | Le Puy-en-Velay | Plateau du Haut-Velay granitique                                        | CA du Puy-en-Velay                    | 23,57            | 892 (2022)                        | 38                 | modifier les données · modifier les données |
| Alleyrac                        | 43004      | 43150       | Le Puy-en-Velay | Mézenc                                                                  | CC Mézenc-Loire-Meygal                | 11,34            | 118 (2022)                        | 10                 | modifier les données · modifier les données |
| Alleyras                        | 43005      | 43580       | Le Puy-en-Velay | Velay volcanique                                                        | CC des Pays de Cayres et de Pradelles | 24,86            | 153 (2022)                        | 6,2                | modifier les données · modifier les données |
| Ally                            | 43006      | 43380       | Brioude         | Pays de Lafayette                                                       | CC des Rives du Haut Allier           | 31,13            | 124 (2022)                        | 4,0                | modifier les données · modifier les données |
| Araules                         | 43007      | 43200       | Yssingeaux      | Yssingeaux                                                              | CC des Sucs                           | 31,10            | 615 (2022)                        | 20                 | modifier les données · modifier les données |
| Arlempdes                       | 43008      | 43490       | Le Puy-en-Velay | Velay volcanique                                                        | CC des Pays de Cayres et de Pradelles | 13,74            | 148 (2022)                        | 11                 | modifier les données · modifier les données |
| Arlet                           | 43009      | 43380       | Brioude         | Pays de Lafayette                                                       | CC des Rives du Haut Allier           | 5,78             | 24 (2022)                         | 4,2                | modifier les données · modifier les données |
| Arsac-en-Velay                  | 43010      | 43700       | Le Puy-en-Velay | Le Puy-en-Velay-4                                                       | CA du Puy-en-Velay                    | 12,15            | 1 216 (2022)                      | 100                | modifier les données · modifier les données |
| Aubazat                         | 43011      | 43380       | Brioude         | Pays de Lafayette                                                       | CC des Rives du Haut Allier           | 16,38            | 177 (2022)                        | 11                 | modifier les données · modifier les données |
| Aurec-sur-Loire                 | 43012      | 43110       | Yssingeaux      | Aurec-sur-Loire                                                         | CC Loire et Semène                    | 22,44            | 6 133 (2022)                      | 273                | modifier les données · modifier les données |
| Autrac                          | 43014      | 43450       | Brioude         | Sainte-Florine                                                          | CC Brioude Sud Auvergne               | 8,46             | 51 (2022)                         | 6,0                | modifier les données · modifier les données |
| Auvers                          | 43015      | 43300       | Brioude         | Gorges de l'Allier-Gévaudan                                             | CC des Rives du Haut Allier           | 21,50            | 48 (2022)                         | 2,2                | modifier les données · modifier les données |
| Auzon                           | 43016      | 43390       | Brioude         | Sainte-Florine                                                          | CC Auzon Communauté                   | 16,96            | 874 (2022)                        | 52                 | modifier les données · modifier les données |
| Azérat                          | 43017      | 43390       | Brioude         | Sainte-Florine                                                          | CC Auzon Communauté                   | 18,11            | 294 (2022)                        | 16                 | modifier les données · modifier les données |
| Bains                           | 43018      | 43370       | Le Puy-en-Velay | Velay volcanique                                                        | CA du Puy-en-Velay                    | 37,56            | 1 387 (2022)                      | 37                 | modifier les données · modifier les données |
| Barges                          | 43019      | 43340       | Le Puy-en-Velay | Velay volcanique                                                        | CC des Pays de Cayres et de Pradelles | 7,02             | 106 (2022)                        | 15                 | modifier les données · modifier les données |
| Bas-en-Basset                   | 43020      | 43210       | Yssingeaux      | Bas-en-Basset                                                           | CC Marches du Velay-Rochebaron        | 46,76            | 4 631 (2022)                      | 99                 | modifier les données · modifier les données |
| Beaulieu                        | 43021      | 43800       | Le Puy-en-Velay | Emblavez-et-Meygal                                                      | CA du Puy-en-Velay                    | 22,27            | 1 071 (2022)                      | 48                 | modifier les données · modifier les données |
| Beaumont                        | 43022      | 43100       | Brioude         | Brioude                                                                 | CC Brioude Sud Auvergne               | 12,03            | 263 (2022)                        | 22                 | modifier les données · modifier les données |
| Beaune-sur-Arzon                | 43023      | 43500       | Le Puy-en-Velay | Plateau du Haut-Velay granitique                                        | CA du Puy-en-Velay                    | 14,38            | 217 (2022)                        | 15                 | modifier les données · modifier les données |
| Beaux                           | 43024      | 43200       | Yssingeaux      | Yssingeaux                                                              | CC des Sucs                           | 16,78            | 865 (2022)                        | 52                 | modifier les données · modifier les données |
| Beauzac                         | 43025      | 43590       | Yssingeaux      | Bas-en-Basset                                                           | CC Marches du Velay-Rochebaron        | 36,33            | 2 964 (2022)                      | 82                 | modifier les données · modifier les données |
| Bellevue-la-Montagne            | 43026      | 43350       | Le Puy-en-Velay | Saint-Paulien                                                           | CA du Puy-en-Velay                    | 32,74            | 448 (2022)                        | 14                 | modifier les données · modifier les données |
| Berbezit                        | 43027      | 43160       | Brioude         | Plateau du Haut-Velay granitique                                        | CC des Rives du Haut Allier           | 10,39            | 44 (2022)                         | 4,2                | modifier les données · modifier les données |
| Bessamorel                      | 43028      | 43200       | Yssingeaux      | Yssingeaux                                                              | CC des Sucs                           | 7,37             | 448 (2022)                        | 61                 | modifier les données · modifier les données |
| La Besseyre-Saint-Mary          | 43029      | 43170       | Brioude         | Gorges de l'Allier-Gévaudan                                             | CC des Rives du Haut Allier           | 21,57            | 102 (2022)                        | 4,7                | modifier les données · modifier les données |
| Blanzac                         | 43030      | 43350       | Le Puy-en-Velay | Saint-Paulien                                                           | CA du Puy-en-Velay                    | 8,62             | 450 (2022)                        | 52                 | modifier les données · modifier les données |
| Blassac                         | 43031      | 43380       | Brioude         | Pays de Lafayette                                                       | CC des Rives du Haut Allier           | 12,56            | 129 (2022)                        | 10                 | modifier les données · modifier les données |
| Blavozy                         | 43032      | 43700       | Le Puy-en-Velay | Le Puy-en-Velay-3                                                       | CA du Puy-en-Velay                    | 6,38             | 1 722 (2022)                      | 270                | modifier les données · modifier les données |
| Blesle                          | 43033      | 43450       | Brioude         | Sainte-Florine                                                          | CC Brioude Sud Auvergne               | 29,80            | 618 (2022)                        | 21                 | modifier les données · modifier les données |
| Boisset                         | 43034      | 43500       | Yssingeaux      | Bas-en-Basset                                                           | CC Marches du Velay-Rochebaron        | 14,04            | 382 (2022)                        | 27                 | modifier les données · modifier les données |
| Bonneval                        | 43035      | 43160       | Brioude         | Plateau du Haut-Velay granitique                                        | CA du Puy-en-Velay                    | 14,66            | 91 (2022)                         | 6,2                | modifier les données · modifier les données |
| Borne                           | 43036      | 43350       | Le Puy-en-Velay | Saint-Paulien                                                           | CA du Puy-en-Velay                    | 5,48             | 405 (2022)                        | 74                 | modifier les données · modifier les données |
| Le Bouchet-Saint-Nicolas        | 43037      | 43510       | Le Puy-en-Velay | Velay volcanique                                                        | CC des Pays de Cayres et de Pradelles | 19,31            | 271 (2022)                        | 14                 | modifier les données · modifier les données |
| Bournoncle-Saint-Pierre         | 43038      | 43360       | Brioude         | Brioude                                                                 | CC Brioude Sud Auvergne               | 16,16            | 1 051 (2022)                      | 65                 | modifier les données · modifier les données |
| Le Brignon                      | 43039      | 43370       | Le Puy-en-Velay | Velay volcanique                                                        | CA du Puy-en-Velay                    | 34,90            | 615 (2022)                        | 18                 | modifier les données · modifier les données |
| Brioude                         | 43040      | 43100       | Brioude         | Brioude                                                                 | CC Brioude Sud Auvergne               | 13,52            | 6 523 (2022)                      | 482                | modifier les données · modifier les données |
| Brives-Charensac                | 43041      | 43700       | Le Puy-en-Velay | Le Puy-en-Velay-3                                                       | CA du Puy-en-Velay                    | 4,87             | 4 242 (2022)                      | 871                | modifier les données · modifier les données |
| Cayres                          | 43042      | 43510       | Le Puy-en-Velay | Velay volcanique                                                        | CC des Pays de Cayres et de Pradelles | 29,22            | 687 (2022)                        | 24                 | modifier les données · modifier les données |
| Céaux-d'Allègre                 | 43043      | 43270       | Le Puy-en-Velay | Saint-Paulien                                                           | CA du Puy-en-Velay                    | 32,41            | 484 (2022)                        | 15                 | modifier les données · modifier les données |
| Cerzat                          | 43044      | 43380       | Brioude         | Pays de Lafayette                                                       | CC des Rives du Haut Allier           | 10,41            | 212 (2022)                        | 20                 | modifier les données · modifier les données |
| Ceyssac                         | 43045      | 43000       | Le Puy-en-Velay | Le Puy-en-Velay-1                                                       | CA du Puy-en-Velay                    | 10,86            | 439 (2022)                        | 40                 | modifier les données · modifier les données |
| Chadrac                         | 43046      | 43770       | Le Puy-en-Velay | Le Puy-en-Velay-2                                                       | CA du Puy-en-Velay                    | 2,48             | 2 502 (2022)                      | 1 009              | modifier les données · modifier les données |
| Chadron                         | 43047      | 43150       | Le Puy-en-Velay | Mézenc                                                                  | CC Mézenc-Loire-Meygal                | 13,62            | 348 (2022)                        | 26                 | modifier les données · modifier les données |
| La Chaise-Dieu                  | 43048      | 43160       | Brioude         | Plateau du Haut-Velay granitique                                        | CA du Puy-en-Velay                    | 13,58            | 595 (2022)                        | 44                 | modifier les données · modifier les données |
| Chamalières-sur-Loire           | 43049      | 43800       | Le Puy-en-Velay | Emblavez-et-Meygal                                                      | CA du Puy-en-Velay                    | 13,40            | 517 (2022)                        | 39                 | modifier les données · modifier les données |
| Chambezon                       | 43050      | 43410       | Brioude         | Sainte-Florine                                                          | CC Auzon Communauté                   | 5,09             | 130 (2022)                        | 26                 | modifier les données · modifier les données |
| Le Chambon-sur-Lignon           | 43051      | 43400       | Yssingeaux      | Mézenc                                                                  | CC du Haut-Lignon                     | 41,71            | 2 451 (2022)                      | 59                 | modifier les données · modifier les données |
| Champagnac-le-Vieux             | 43052      | 43440       | Brioude         | Sainte-Florine                                                          | CC Auzon Communauté                   | 20,61            | 183 (2022)                        | 8,9                | modifier les données · modifier les données |
| Champclause                     | 43053      | 43260 43430 | Le Puy-en-Velay | Mézenc                                                                  | CC Mézenc-Loire-Meygal                | 22,27            | 203 (2022)                        | 9,1                | modifier les données · modifier les données |
| Chanaleilles                    | 43054      | 43170       | Brioude         | Gorges de l'Allier-Gévaudan                                             | CC des Rives du Haut Allier           | 48,52            | 173 (2022)                        | 3,6                | modifier les données · modifier les données |
| Chaniat                         | 43055      | 43100       | Brioude         | Brioude                                                                 | CC Brioude Sud Auvergne               | 13,93            | 164 (2022)                        | 12                 | modifier les données · modifier les données |
| Chanteuges                      | 43056      | 43300       | Brioude         | Gorges de l'Allier-Gévaudan                                             | CC des Rives du Haut Allier           | 16,33            | 408 (2022)                        | 25                 | modifier les données · modifier les données |
| La Chapelle-Bertin              | 43057      | 43270       | Le Puy-en-Velay | Plateau du Haut-Velay granitique                                        | CA du Puy-en-Velay                    | 11,29            | 50 (2022)                         | 4,4                | modifier les données · modifier les données |
| La Chapelle-d'Aurec             | 43058      | 43120       | Yssingeaux      | Monistrol-sur-Loire                                                     | CC Marches du Velay-Rochebaron        | 11,79            | 1 111 (2022)                      | 94                 | modifier les données · modifier les données |
| La Chapelle-Geneste             | 43059      | 43160       | Brioude         | Plateau du Haut-Velay granitique                                        | CA du Puy-en-Velay                    | 18,06            | 111 (2022)                        | 6,1                | modifier les données · modifier les données |
| Charraix                        | 43060      | 43300       | Brioude         | Gorges de l'Allier-Gévaudan                                             | CC des Rives du Haut Allier           | 9,46             | 67 (2022)                         | 7,1                | modifier les données · modifier les données |
| Chaspinhac                      | 43061      | 43700       | Le Puy-en-Velay | Le Puy-en-Velay-2                                                       | CA du Puy-en-Velay                    | 16,44            | 881 (2022)                        | 54                 | modifier les données · modifier les données |
| Chaspuzac                       | 43062      | 43320       | Le Puy-en-Velay | Saint-Paulien                                                           | CA du Puy-en-Velay                    | 9,77             | 849 (2022)                        | 87                 | modifier les données · modifier les données |
| Chassagnes                      | 43063      | 43230       | Brioude         | Pays de Lafayette                                                       | CC des Rives du Haut Allier           | 12,24            | 158 (2022)                        | 13                 | modifier les données · modifier les données |
| Chassignolles                   | 43064      | 43440       | Brioude         | Sainte-Florine                                                          | CC Auzon Communauté                   | 18,27            | 64 (2022)                         | 3,5                | modifier les données · modifier les données |
| Chastel                         | 43065      | 43300       | Brioude         | Pays de Lafayette                                                       | CC des Rives du Haut Allier           | 27,69            | 116 (2022)                        | 4,2                | modifier les données · modifier les données |
| Chaudeyrolles                   | 43066      | 43430       | Le Puy-en-Velay | Mézenc                                                                  | CC Mézenc-Loire-Meygal                | 18,90            | 128 (2022)                        | 6,8                | modifier les données · modifier les données |
| Chavaniac-Lafayette             | 43067      | 43230       | Brioude         | Pays de Lafayette                                                       | CC des Rives du Haut Allier           | 8,41             | 270 (2022)                        | 32                 | modifier les données · modifier les données |
| Chazelles                       | 43068      | 43300       | Brioude         | Gorges de l'Allier-Gévaudan                                             | CC des Rives du Haut Allier           | 4,90             | 32 (2022)                         | 6,5                | modifier les données · modifier les données |
| Chenereilles                    | 43069      | 43190       | Yssingeaux      | Boutières                                                               | CC du Haut-Lignon                     | 14,42            | 291 (2022)                        | 20                 | modifier les données · modifier les données |
| Chilhac                         | 43070      | 43380       | Brioude         | Pays de Lafayette                                                       | CC des Rives du Haut Allier           | 4,11             | 173 (2022)                        | 42                 | modifier les données · modifier les données |
| Chomelix                        | 43071      | 43500       | Le Puy-en-Velay | Plateau du Haut-Velay granitique                                        | CA du Puy-en-Velay                    | 26,47            | 449 (2022)                        | 17                 | modifier les données · modifier les données |
| La Chomette                     | 43072      | 43230       | Brioude         | Pays de Lafayette                                                       | CC des Rives du Haut Allier           | 6,90             | 147 (2022)                        | 21                 | modifier les données · modifier les données |
| Cistrières                      | 43073      | 43160       | Brioude         | Plateau du Haut-Velay granitique                                        | CA du Puy-en-Velay                    | 21,89            | 128 (2022)                        | 5,8                | modifier les données · modifier les données |
| Cohade                          | 43074      | 43100       | Brioude         | Brioude                                                                 | CC Brioude Sud Auvergne               | 9,99             | 868 (2022)                        | 87                 | modifier les données · modifier les données |
| Collat                          | 43075      | 43230       | Brioude         | Pays de Lafayette                                                       | CC des Rives du Haut Allier           | 10,22            | 74 (2022)                         | 7,2                | modifier les données · modifier les données |
| Connangles                      | 43076      | 43160       | Brioude         | Plateau du Haut-Velay granitique                                        | CA du Puy-en-Velay                    | 21,89            | 132 (2022)                        | 6,0                | modifier les données · modifier les données |
| Costaros                        | 43077      | 43490       | Le Puy-en-Velay | Velay volcanique                                                        | CC des Pays de Cayres et de Pradelles | 3,85             | 552 (2022)                        | 143                | modifier les données · modifier les données |
| Coubon                          | 43078      | 43700       | Le Puy-en-Velay | Le Puy-en-Velay-4                                                       | CA du Puy-en-Velay                    | 22,73            | 3 137 (2022)                      | 138                | modifier les données · modifier les données |
| Couteuges                       | 43079      | 43230       | Brioude         | Pays de Lafayette                                                       | CC des Rives du Haut Allier           | 10,34            | 286 (2022)                        | 28                 | modifier les données · modifier les données |
| Craponne-sur-Arzon              | 43080      | 43500       | Le Puy-en-Velay | Plateau du Haut-Velay granitique                                        | CA du Puy-en-Velay                    | 33,37            | 2 004 (2022)                      | 60                 | modifier les données · modifier les données |
| Cronce                          | 43082      | 43300       | Brioude         | Pays de Lafayette                                                       | CC des Rives du Haut Allier           | 16,15            | 70 (2022)                         | 4,3                | modifier les données · modifier les données |
| Cubelles                        | 43083      | 43170       | Brioude         | Gorges de l'Allier-Gévaudan                                             | CC des Rives du Haut Allier           | 12,13            | 153 (2022)                        | 13                 | modifier les données · modifier les données |
| Cussac-sur-Loire                | 43084      | 43370       | Le Puy-en-Velay | Velay volcanique                                                        | CA du Puy-en-Velay                    | 10,27            | 1 658 (2022)                      | 161                | modifier les données · modifier les données |
| Desges                          | 43085      | 43300       | Brioude         | Gorges de l'Allier-Gévaudan                                             | CC des Rives du Haut Allier           | 16,83            | 56 (2022)                         | 3,3                | modifier les données · modifier les données |
| Domeyrat                        | 43086      | 43230       | Brioude         | Pays de Lafayette                                                       | CC des Rives du Haut Allier           | 9,57             | 173 (2022)                        | 18                 | modifier les données · modifier les données |
| Dunières                        | 43087      | 43220       | Yssingeaux      | Boutières                                                               | Haut Pays du Velay communauté         | 34,75            | 2 623 (2022)                      | 75                 | modifier les données · modifier les données |
| Espalem                         | 43088      | 43450       | Brioude         | Sainte-Florine                                                          | CC Brioude Sud Auvergne               | 14,62            | 326 (2022)                        | 22                 | modifier les données · modifier les données |
| Espaly-Saint-Marcel             | 43089      | 43000       | Le Puy-en-Velay | Le Puy-en-Velay-1                                                       | CA du Puy-en-Velay                    | 6,29             | 3 574 (2022)                      | 568                | modifier les données · modifier les données |
| Esplantas-Vazeilles             | 43090      | 43170 43580 | Brioude         | Gorges de l'Allier-Gévaudan                                             | CC des Rives du Haut Allier           | 17,13            | 127 (2022)                        | 7,4                | modifier les données · modifier les données |
| Les Estables                    | 43091      | 43150       | Le Puy-en-Velay | Mézenc                                                                  | CC Mézenc-Loire-Meygal                | 33,94            | 318 (2022)                        | 9,4                | modifier les données · modifier les données |
| Fay-sur-Lignon                  | 43092      | 43430       | Le Puy-en-Velay | Mézenc                                                                  | CC Mézenc-Loire-Meygal                | 13,24            | 344 (2022)                        | 26                 | modifier les données · modifier les données |
| Félines                         | 43093      | 43160       | Brioude         | Plateau du Haut-Velay granitique                                        | CA du Puy-en-Velay                    | 20,50            | 302 (2022)                        | 15                 | modifier les données · modifier les données |
| Ferrussac                       | 43094      | 43300       | Brioude         | Pays de Lafayette                                                       | CC des Rives du Haut Allier           | 17,08            | 76 (2022)                         | 4,4                | modifier les données · modifier les données |
| Fix-Saint-Geneys                | 43095      | 43320       | Le Puy-en-Velay | Saint-Paulien                                                           | CA du Puy-en-Velay                    | 7,91             | 141 (2022)                        | 18                 | modifier les données · modifier les données |
| Fontannes                       | 43096      | 43100       | Brioude         | Brioude                                                                 | CC Brioude Sud Auvergne               | 9,77             | 878 (2022)                        | 90                 | modifier les données · modifier les données |
| Freycenet-la-Cuche              | 43097      | 43150       | Le Puy-en-Velay | Mézenc                                                                  | CC Mézenc-Loire-Meygal                | 16,25            | 105 (2022)                        | 6,5                | modifier les données · modifier les données |
| Freycenet-la-Tour               | 43098      | 43150       | Le Puy-en-Velay | Mézenc                                                                  | CC Mézenc-Loire-Meygal                | 7,93             | 114 (2022)                        | 14                 | modifier les données · modifier les données |
| Frugerès-les-Mines              | 43099      | 43250       | Brioude         | Sainte-Florine                                                          | CC Auzon Communauté                   | 1,08             | 551 (2022)                        | 510                | modifier les données · modifier les données |
| Frugières-le-Pin                | 43100      | 43230       | Brioude         | Pays de Lafayette                                                       | CC Brioude Sud Auvergne               | 11,57            | 182 (2022)                        | 16                 | modifier les données · modifier les données |
| Goudet                          | 43101      | 43150       | Le Puy-en-Velay | Mézenc                                                                  | CC Mézenc-Loire-Meygal                | 4,50             | 75 (2022)                         | 17                 | modifier les données · modifier les données |
| Grazac                          | 43102      | 43200       | Yssingeaux      | Yssingeaux                                                              | CC des Sucs                           | 21,66            | 1 126 (2022)                      | 52                 | modifier les données · modifier les données |
| Grenier-Montgon                 | 43103      | 43450       | Brioude         | Sainte-Florine                                                          | CC Brioude Sud Auvergne               | 5,01             | 111 (2022)                        | 22                 | modifier les données · modifier les données |
| Grèzes                          | 43104      | 43170       | Brioude         | Gorges de l'Allier-Gévaudan                                             | CC des Rives du Haut Allier           | 35,79            | 184 (2022)                        | 5,1                | modifier les données · modifier les données |
| Javaugues                       | 43105      | 43100       | Brioude         | Pays de Lafayette                                                       | CC Brioude Sud Auvergne               | 6,98             | 177 (2022)                        | 25                 | modifier les données · modifier les données |
| Jax                             | 43106      | 43230       | Brioude         | Pays de Lafayette                                                       | CC des Rives du Haut Allier           | 11,93            | 143 (2022)                        | 12                 | modifier les données · modifier les données |
| Josat                           | 43107      | 43230       | Brioude         | Pays de Lafayette                                                       | CC des Rives du Haut Allier           | 12,44            | 82 (2022)                         | 6,6                | modifier les données · modifier les données |
| Jullianges                      | 43108      | 43500       | Le Puy-en-Velay | Plateau du Haut-Velay granitique                                        | CA du Puy-en-Velay                    | 18,44            | 434 (2022)                        | 24                 | modifier les données · modifier les données |
| Lafarre                         | 43109      | 43490       | Le Puy-en-Velay | Velay volcanique                                                        | CC des Pays de Cayres et de Pradelles | 13,02            | 82 (2022)                         | 6,3                | modifier les données · modifier les données |
| Lamothe                         | 43110      | 43100       | Brioude         | Brioude                                                                 | CC Brioude Sud Auvergne               | 12,24            | 828 (2022)                        | 68                 | modifier les données · modifier les données |
| Landos                          | 43111      | 43340       | Le Puy-en-Velay | Velay volcanique                                                        | CC des Pays de Cayres et de Pradelles | 36,51            | 869 (2022)                        | 24                 | modifier les données · modifier les données |
| Langeac                         | 43112      | 43300       | Brioude         | Gorges de l'Allier-Gévaudan                                             | CC des Rives du Haut Allier           | 33,94            | 3 433 (2022)                      | 101                | modifier les données · modifier les données |
| Lantriac                        | 43113      | 43260       | Le Puy-en-Velay | Mézenc                                                                  | CC Mézenc-Loire-Meygal                | 22,83            | 1 929 (2022)                      | 84                 | modifier les données · modifier les données |
| Lapte                           | 43114      | 43200       | Yssingeaux      | Yssingeaux                                                              | CC des Sucs                           | 30,75            | 1 774 (2022)                      | 58                 | modifier les données · modifier les données |
| Laussonne                       | 43115      | 43150       | Le Puy-en-Velay | Mézenc                                                                  | CC Mézenc-Loire-Meygal                | 25,11            | 1 019 (2022)                      | 41                 | modifier les données · modifier les données |
| Laval-sur-Doulon                | 43116      | 43440       | Brioude         | Plateau du Haut-Velay granitique                                        | CA du Puy-en-Velay                    | 12,28            | 61 (2022)                         | 5,0                | modifier les données · modifier les données |
| Lavaudieu                       | 43117      | 43100       | Brioude         | Brioude                                                                 | CC Brioude Sud Auvergne               | 17,54            | 245 (2022)                        | 14                 | modifier les données · modifier les données |
| Lavoûte-Chilhac                 | 43118      | 43380       | Brioude         | Pays de Lafayette                                                       | CC des Rives du Haut Allier           | 3,61             | 255 (2022)                        | 71                 | modifier les données · modifier les données |
| Lavoûte-sur-Loire               | 43119      | 43800       | Le Puy-en-Velay | Emblavez-et-Meygal                                                      | CA du Puy-en-Velay                    | 10,16            | 813 (2022)                        | 80                 | modifier les données · modifier les données |
| Lempdes-sur-Allagnon            | 43120      | 43410       | Brioude         | Sainte-Florine                                                          | CC Auzon Communauté                   | 10,40            | 1 305 (2022)                      | 125                | modifier les données · modifier les données |
| Léotoing                        | 43121      | 43410       | Brioude         | Sainte-Florine                                                          | CC Brioude Sud Auvergne               | 19,56            | 214 (2022)                        | 11                 | modifier les données · modifier les données |
| Lissac                          | 43122      | 43350       | Le Puy-en-Velay | Saint-Paulien                                                           | CA du Puy-en-Velay                    | 12,03            | 293 (2022)                        | 24                 | modifier les données · modifier les données |
| Lorlanges                       | 43123      | 43360       | Brioude         | Sainte-Florine                                                          | CC Brioude Sud Auvergne               | 14,49            | 423 (2022)                        | 29                 | modifier les données · modifier les données |
| Loudes                          | 43124      | 43320       | Le Puy-en-Velay | Saint-Paulien                                                           | CA du Puy-en-Velay                    | 24,33            | 947 (2022)                        | 39                 | modifier les données · modifier les données |
| Lubilhac                        | 43125      | 43100       | Brioude         | Pays de Lafayette                                                       | CC Brioude Sud Auvergne               | 24,09            | 102 (2022)                        | 4,2                | modifier les données · modifier les données |
| Malrevers                       | 43126      | 43800       | Le Puy-en-Velay | Emblavez-et-Meygal                                                      | CA du Puy-en-Velay                    | 14,09            | 756 (2022)                        | 54                 | modifier les données · modifier les données |
| Malvalette                      | 43127      | 43210       | Yssingeaux      | Bas-en-Basset                                                           | CC Marches du Velay-Rochebaron        | 21,01            | 882 (2022)                        | 42                 | modifier les données · modifier les données |
| Malvières                       | 43128      | 43160       | Brioude         | Plateau du Haut-Velay granitique                                        | CA du Puy-en-Velay                    | 13,72            | 142 (2022)                        | 10                 | modifier les données · modifier les données |
| Le Mas-de-Tence                 | 43129      | 43190       | Yssingeaux      | Boutières                                                               | CC du Haut-Lignon                     | 12,83            | 157 (2022)                        | 12                 | modifier les données · modifier les données |
| Mazerat-Aurouze                 | 43131      | 43230       | Brioude         | Pays de Lafayette                                                       | CC des Rives du Haut Allier           | 16,35            | 190 (2022)                        | 12                 | modifier les données · modifier les données |
| Mazet-Saint-Voy                 | 43130      | 43520       | Yssingeaux      | Mézenc                                                                  | CC du Haut-Lignon                     | 45,02            | 1 111 (2022)                      | 25                 | modifier les données · modifier les données |
| Mazeyrat-d'Allier               | 43132      | 43300       | Brioude         | Pays de Lafayette                                                       | CC des Rives du Haut Allier           | 44,95            | 1 426 (2022)                      | 32                 | modifier les données · modifier les données |
| Mercœur                         | 43133      | 43100       | Brioude         | Pays de Lafayette                                                       | CC des Rives du Haut Allier           | 27,51            | 148 (2022)                        | 5,4                | modifier les données · modifier les données |
| Mézères                         | 43134      | 43800       | Le Puy-en-Velay | Emblavez-et-Meygal                                                      | CA du Puy-en-Velay                    | 8,58             | 167 (2022)                        | 19                 | modifier les données · modifier les données |
| Le Monastier-sur-Gazeille       | 43135      | 43150       | Le Puy-en-Velay | Mézenc                                                                  | CC Mézenc-Loire-Meygal                | 39,39            | 1 773 (2022)                      | 45                 | modifier les données · modifier les données |
| Monistrol-d'Allier              | 43136      | 43580       | Brioude         | Gorges de l'Allier-Gévaudan                                             | CA du Puy-en-Velay                    | 27,32            | 219 (2022)                        | 8,0                | modifier les données · modifier les données |
| Monistrol-sur-Loire             | 43137      | 43120       | Yssingeaux      | Monistrol-sur-Loire                                                     | CC Marches du Velay-Rochebaron        | 48,25            | 8 874 (2022)                      | 184                | modifier les données · modifier les données |
| Monlet                          | 43138      | 43270       | Le Puy-en-Velay | Plateau du Haut-Velay granitique                                        | CA du Puy-en-Velay                    | 35,70            | 406 (2022)                        | 11                 | modifier les données · modifier les données |
| Montclard                       | 43139      | 43230       | Brioude         | Pays de Lafayette                                                       | CC des Rives du Haut Allier           | 9,58             | 53 (2022)                         | 5,5                | modifier les données · modifier les données |
| Le Monteil                      | 43140      | 43700       | Le Puy-en-Velay | Le Puy-en-Velay-2                                                       | CA du Puy-en-Velay                    | 2,22             | 677 (2022)                        | 305                | modifier les données · modifier les données |
| Montfaucon-en-Velay             | 43141      | 43290       | Yssingeaux      | Boutières                                                               | Haut Pays du Velay communauté         | 4,99             | 1 136 (2022)                      | 228                | modifier les données · modifier les données |
| Montregard                      | 43142      | 43290       | Yssingeaux      | Boutières                                                               | Haut Pays du Velay communauté         | 39,93            | 613 (2022)                        | 15                 | modifier les données · modifier les données |
| Montusclat                      | 43143      | 43260       | Le Puy-en-Velay | Mézenc                                                                  | CC Mézenc-Loire-Meygal                | 10,47            | 123 (2022)                        | 12                 | modifier les données · modifier les données |
| Moudeyres                       | 43144      | 43150       | Le Puy-en-Velay | Mézenc                                                                  | CC Mézenc-Loire-Meygal                | 9,25             | 108 (2022)                        | 12                 | modifier les données · modifier les données |
| Ouides                          | 43145      | 43510       | Le Puy-en-Velay | Velay volcanique                                                        | CC des Pays de Cayres et de Pradelles | 10,69            | 52 (2022)                         | 4,9                | modifier les données · modifier les données |
| Paulhac                         | 43147      | 43100       | Brioude         | Brioude                                                                 | CC Brioude Sud Auvergne               | 8,40             | 607 (2022)                        | 72                 | modifier les données · modifier les données |
| Paulhaguet                      | 43148      | 43230       | Brioude         | Pays de Lafayette                                                       | CC des Rives du Haut Allier           | 11,23            | 855 (2022)                        | 76                 | modifier les données · modifier les données |
| Pébrac                          | 43149      | 43300       | Brioude         | Gorges de l'Allier-Gévaudan                                             | CC des Rives du Haut Allier           | 17,85            | 115 (2022)                        | 6,4                | modifier les données · modifier les données |
| Le Pertuis                      | 43150      | 43200       | Le Puy-en-Velay | Emblavez-et-Meygal                                                      | CA du Puy-en-Velay                    | 11,89            | 542 (2022)                        | 46                 | modifier les données · modifier les données |
| Pinols                          | 43151      | 43300       | Brioude         | Gorges de l'Allier-Gévaudan                                             | CC des Rives du Haut Allier           | 34,92            | 183 (2022)                        | 5,2                | modifier les données · modifier les données |
| Polignac                        | 43152      | 43000       | Le Puy-en-Velay | Le Puy-en-Velay-2                                                       | CA du Puy-en-Velay                    | 33,01            | 2 827 (2022)                      | 86                 | modifier les données · modifier les données |
| Pont-Salomon                    | 43153      | 43330       | Yssingeaux      | Aurec-sur-Loire                                                         | CC Loire et Semène                    | 8,43             | 1 861 (2022)                      | 221                | modifier les données · modifier les données |
| Pradelles                       | 43154      | 43420       | Le Puy-en-Velay | Velay volcanique                                                        | CC des Pays de Cayres et de Pradelles | 17,48            | 535 (2022)                        | 31                 | modifier les données · modifier les données |
| Prades                          | 43155      | 43300       | Brioude         | Gorges de l'Allier-Gévaudan                                             | CC des Rives du Haut Allier           | 4,82             | 72 (2022)                         | 15                 | modifier les données · modifier les données |
| Présailles                      | 43156      | 43150       | Le Puy-en-Velay | Mézenc                                                                  | CC Mézenc-Loire-Meygal                | 22,23            | 110 (2022)                        | 4,9                | modifier les données · modifier les données |
| Queyrières                      | 43158      | 43260       | Le Puy-en-Velay | Emblavez-et-Meygal                                                      | CC Mézenc-Loire-Meygal                | 13,95            | 357 (2022)                        | 26                 | modifier les données · modifier les données |
| Raucoules                       | 43159      | 43290       | Yssingeaux      | Boutières                                                               | Haut Pays du Velay communauté         | 21,01            | 947 (2022)                        | 45                 | modifier les données · modifier les données |
| Rauret                          | 43160      | 43340       | Le Puy-en-Velay | Velay volcanique                                                        | CC des Pays de Cayres et de Pradelles | 20,75            | 200 (2022)                        | 9,6                | modifier les données · modifier les données |
| Retournac                       | 43162      | 43130       | Yssingeaux      | Bas-en-Basset                                                           | CC des Sucs                           | 45,76            | 2 971 (2022)                      | 65                 | modifier les données · modifier les données |
| Riotord                         | 43163      | 43220       | Yssingeaux      | Boutières                                                               | Haut Pays du Velay communauté         | 51,88            | 1 185 (2022)                      | 23                 | modifier les données · modifier les données |
| Roche-en-Régnier                | 43164      | 43810       | Le Puy-en-Velay | Plateau du Haut-Velay granitique                                        | CA du Puy-en-Velay                    | 26,92            | 477 (2022)                        | 18                 | modifier les données · modifier les données |
| Rosières                        | 43165      | 43800       | Le Puy-en-Velay | Emblavez-et-Meygal                                                      | CA du Puy-en-Velay                    | 26,82            | 1 536 (2022)                      | 57                 | modifier les données · modifier les données |
| Saint-André-de-Chalencon        | 43166      | 43130       | Yssingeaux      | Bas-en-Basset                                                           | CC Marches du Velay-Rochebaron        | 17,20            | 381 (2022)                        | 22                 | modifier les données · modifier les données |
| Saint-Arcons-d'Allier           | 43167      | 43300       | Brioude         | Gorges de l'Allier-Gévaudan                                             | CC des Rives du Haut Allier           | 16,08            | 191 (2022)                        | 12                 | modifier les données · modifier les données |
| Saint-Arcons-de-Barges          | 43168      | 43420       | Le Puy-en-Velay | Velay volcanique                                                        | CC des Pays de Cayres et de Pradelles | 15,38            | 116 (2022)                        | 7,5                | modifier les données · modifier les données |
| Saint-Austremoine               | 43169      | 43380       | Brioude         | Pays de Lafayette                                                       | CC des Rives du Haut Allier           | 11,55            | 52 (2022)                         | 4,5                | modifier les données · modifier les données |
| Saint-Beauzire                  | 43170      | 43100       | Brioude         | Pays de Lafayette                                                       | CC Brioude Sud Auvergne               | 23,46            | 453 (2022)                        | 19                 | modifier les données · modifier les données |
| Saint-Bérain                    | 43171      | 43300       | Brioude         | Gorges de l'Allier-Gévaudan                                             | CC des Rives du Haut Allier           | 13,00            | 90 (2022)                         | 6,9                | modifier les données · modifier les données |
| Saint-Bonnet-le-Froid           | 43172      | 43290       | Yssingeaux      | Boutières                                                               | Haut Pays du Velay communauté         | 13,09            | 224 (2022)                        | 17                 | modifier les données · modifier les données |
| Saint-Christophe-d'Allier       | 43173      | 43340       | Brioude         | Gorges de l'Allier-Gévaudan                                             | CC des Pays de Cayres et de Pradelles | 19,30            | 86 (2022)                         | 4,5                | modifier les données · modifier les données |
| Saint-Christophe-sur-Dolaizon   | 43174      | 43370       | Le Puy-en-Velay | Velay volcanique                                                        | CA du Puy-en-Velay                    | 27,34            | 937 (2022)                        | 34                 | modifier les données · modifier les données |
| Saint-Cirgues                   | 43175      | 43380       | Brioude         | Pays de Lafayette                                                       | CC des Rives du Haut Allier           | 13,62            | 164 (2022)                        | 12                 | modifier les données · modifier les données |
| Saint-Didier-en-Velay           | 43177      | 43140       | Yssingeaux      | Les Deux Rivières et Vallées                                            | CC Loire et Semène                    | 25,56            | 3 502 (2022)                      | 137                | modifier les données · modifier les données |
| Saint-Didier-sur-Doulon         | 43178      | 43440       | Brioude         | Pays de Lafayette                                                       | CC des Rives du Haut Allier           | 34,14            | 196 (2022)                        | 5,7                | modifier les données · modifier les données |
| Saint-Étienne-du-Vigan          | 43180      | 43420       | Le Puy-en-Velay | Velay volcanique                                                        | CC des Pays de Cayres et de Pradelles | 9,43             | 90 (2022)                         | 9,5                | modifier les données · modifier les données |
| Saint-Étienne-Lardeyrol         | 43181      | 43260       | Le Puy-en-Velay | Emblavez-et-Meygal                                                      | CA du Puy-en-Velay                    | 11,80            | 750 (2022)                        | 64                 | modifier les données · modifier les données |
| Saint-Étienne-sur-Blesle        | 43182      | 43450       | Brioude         | Sainte-Florine                                                          | CC Brioude Sud Auvergne               | 17,65            | 54 (2022)                         | 3,1                | modifier les données · modifier les données |
| Saint-Ferréol-d'Auroure         | 43184      | 43330       | Yssingeaux      | Aurec-sur-Loire                                                         | CC Loire et Semène                    | 10,85            | 2 457 (2022)                      | 226                | modifier les données · modifier les données |
| Saint-Front                     | 43186      | 43550       | Le Puy-en-Velay | Mézenc                                                                  | CC Mézenc-Loire-Meygal                | 52,33            | 413 (2022)                        | 7,9                | modifier les données · modifier les données |
| Saint-Geneys-près-Saint-Paulien | 43187      | 43350       | Le Puy-en-Velay | Saint-Paulien                                                           | CA du Puy-en-Velay                    | 16,49            | 319 (2022)                        | 19                 | modifier les données · modifier les données |
| Saint-Georges-d'Aurac           | 43188      | 43230       | Brioude         | Pays de Lafayette                                                       | CC des Rives du Haut Allier           | 17,42            | 473 (2022)                        | 27                 | modifier les données · modifier les données |
| Saint-Georges-Lagricol          | 43189      | 43500       | Le Puy-en-Velay | Plateau du Haut-Velay granitique                                        | CA du Puy-en-Velay                    | 19,17            | 523 (2022)                        | 27                 | modifier les données · modifier les données |
| Saint-Germain-Laprade           | 43190      | 43700       | Le Puy-en-Velay | Le Puy-en-Velay-3                                                       | CA du Puy-en-Velay                    | 28,09            | 3 459 (2022)                      | 123                | modifier les données · modifier les données |
| Saint-Géron                     | 43191      | 43360       | Brioude         | Brioude                                                                 | CC Brioude Sud Auvergne               | 10,76            | 244 (2022)                        | 23                 | modifier les données · modifier les données |
| Saint-Haon                      | 43192      | 43340       | Le Puy-en-Velay | Velay volcanique                                                        | CC des Pays de Cayres et de Pradelles | 37,57            | 277 (2022)                        | 7,4                | modifier les données · modifier les données |
| Saint-Hilaire                   | 43193      | 43390       | Brioude         | Sainte-Florine                                                          | CC Auzon Communauté                   | 14,64            | 158 (2022)                        | 11                 | modifier les données · modifier les données |
| Saint-Hostien                   | 43194      | 43260       | Le Puy-en-Velay | Emblavez-et-Meygal                                                      | CA du Puy-en-Velay                    | 13,49            | 694 (2022)                        | 51                 | modifier les données · modifier les données |
| Saint-Ilpize                    | 43195      | 43380       | Brioude         | Pays de Lafayette                                                       | CC Brioude Sud Auvergne               | 11,81            | 193 (2022)                        | 16                 | modifier les données · modifier les données |
| Saint-Jean-d'Aubrigoux          | 43196      | 43500       | Le Puy-en-Velay | Plateau du Haut-Velay granitique                                        | CA du Puy-en-Velay                    | 17,80            | 183 (2022)                        | 10                 | modifier les données · modifier les données |
| Saint-Jean-de-Nay               | 43197      | 43320       | Le Puy-en-Velay | Saint-Paulien                                                           | CA du Puy-en-Velay                    | 28,26            | 338 (2022)                        | 12                 | modifier les données · modifier les données |
| Saint-Jean-Lachalm              | 43198      | 43510       | Le Puy-en-Velay | Velay volcanique                                                        | CC des Pays de Cayres et de Pradelles | 34,64            | 303 (2022)                        | 8,7                | modifier les données · modifier les données |
| Saint-Jeures                    | 43199      | 43200       | Yssingeaux      | Boutières                                                               | CC du Haut-Lignon                     | 34,14            | 993 (2022)                        | 29                 | modifier les données · modifier les données |
| Saint-Julien-Chapteuil          | 43200      | 43260       | Le Puy-en-Velay | Emblavez-et-Meygal                                                      | CC Mézenc-Loire-Meygal                | 28,26            | 2 021 (2022)                      | 72                 | modifier les données · modifier les données |
| Saint-Julien-d'Ance             | 43201      | 43500       | Le Puy-en-Velay | Plateau du Haut-Velay granitique                                        | CA du Puy-en-Velay                    | 17,82            | 248 (2022)                        | 14                 | modifier les données · modifier les données |
| Saint-Julien-des-Chazes         | 43202      | 43300       | Brioude         | Gorges de l'Allier-Gévaudan                                             | CC des Rives du Haut Allier           | 6,63             | 54 (2022)                         | 8,1                | modifier les données · modifier les données |
| Saint-Julien-du-Pinet           | 43203      | 43200       | Yssingeaux      | Yssingeaux                                                              | CC des Sucs                           | 17,20            | 487 (2022)                        | 28                 | modifier les données · modifier les données |
| Saint-Julien-Molhesabate        | 43204      | 43220       | Yssingeaux      | Boutières                                                               | Haut Pays du Velay communauté         | 27,50            | 165 (2022)                        | 6,0                | modifier les données · modifier les données |
| Saint-Just-Malmont              | 43205      | 43240       | Yssingeaux      | Aurec-sur-Loire                                                         | CC Loire et Semène                    | 23,28            | 4 220 (2022)                      | 181                | modifier les données · modifier les données |
| Saint-Just-près-Brioude         | 43206      | 43100       | Brioude         | Pays de Lafayette                                                       | CC Brioude Sud Auvergne               | 46,94            | 397 (2022)                        | 8,5                | modifier les données · modifier les données |
| Saint-Laurent-Chabreuges        | 43207      | 43100       | Brioude         | Brioude                                                                 | CC Brioude Sud Auvergne               | 8,27             | 253 (2022)                        | 31                 | modifier les données · modifier les données |
| Saint-Martin-de-Fugères         | 43210      | 43150       | Le Puy-en-Velay | Mézenc                                                                  | CC Mézenc-Loire-Meygal                | 20,87            | 228 (2022)                        | 11                 | modifier les données · modifier les données |
| Saint-Maurice-de-Lignon         | 43211      | 43200       | Yssingeaux      | Monistrol-sur-Loire                                                     | CC des Sucs                           | 30,23            | 2 666 (2022)                      | 88                 | modifier les données · modifier les données |
| Saint-Pal-de-Chalencon          | 43212      | 43500       | Yssingeaux      | Plateau du Haut-Velay granitique                                        | CC Marches du Velay-Rochebaron        | 28,95            | 1 019 (2022)                      | 35                 | modifier les données · modifier les données |
| Saint-Pal-de-Mons               | 43213      | 43620       | Yssingeaux      | Les Deux Rivières et Vallées                                            | CC Marches du Velay-Rochebaron        | 27,11            | 2 324 (2022)                      | 86                 | modifier les données · modifier les données |
| Saint-Pal-de-Senouire           | 43214      | 43160       | Brioude         | Plateau du Haut-Velay granitique                                        | CC des Rives du Haut Allier           | 18,35            | 109 (2022)                        | 5,9                | modifier les données · modifier les données |
| Saint-Paul-de-Tartas            | 43215      | 43420       | Le Puy-en-Velay | Velay volcanique                                                        | CC des Pays de Cayres et de Pradelles | 27,47            | 193 (2022)                        | 7,0                | modifier les données · modifier les données |
| Saint-Paulien                   | 43216      | 43350       | Le Puy-en-Velay | Saint-Paulien                                                           | CA du Puy-en-Velay                    | 40,63            | 2 419 (2022)                      | 60                 | modifier les données · modifier les données |
| Saint-Pierre-du-Champ           | 43217      | 43810       | Le Puy-en-Velay | Plateau du Haut-Velay granitique                                        | CA du Puy-en-Velay                    | 31,09            | 555 (2022)                        | 18                 | modifier les données · modifier les données |
| Saint-Pierre-Eynac              | 43218      | 43260       | Le Puy-en-Velay | Emblavez-et-Meygal                                                      | CC Mézenc-Loire-Meygal                | 23,99            | 1 250 (2022)                      | 52                 | modifier les données · modifier les données |
| Saint-Préjet-Armandon           | 43219      | 43230       | Brioude         | Pays de Lafayette                                                       | CC des Rives du Haut Allier           | 8,47             | 110 (2022)                        | 13                 | modifier les données · modifier les données |
| Saint-Préjet-d'Allier           | 43220      | 43580       | Brioude         | Gorges de l'Allier-Gévaudan                                             | CA du Puy-en-Velay                    | 24,46            | 167 (2022)                        | 6,8                | modifier les données · modifier les données |
| Saint-Privat-d'Allier           | 43221      | 43580       | Le Puy-en-Velay | Saint-Paulien                                                           | CA du Puy-en-Velay                    | 37,67            | 397 (2022)                        | 11                 | modifier les données · modifier les données |
| Saint-Privat-du-Dragon          | 43222      | 43380       | Brioude         | Pays de Lafayette                                                       | CC des Rives du Haut Allier           | 21,66            | 166 (2022)                        | 7,7                | modifier les données · modifier les données |
| Saint-Romain-Lachalm            | 43223      | 43620       | Yssingeaux      | Boutières                                                               | Haut Pays du Velay communauté         | 19,02            | 1 132 (2022)                      | 60                 | modifier les données · modifier les données |
| Saint-Vénérand                  | 43225      | 43580       | Brioude         | Gorges de l'Allier-Gévaudan                                             | CC des Pays de Cayres et de Pradelles | 9,68             | 60 (2022)                         | 6,2                | modifier les données · modifier les données |
| Saint-Vert                      | 43226      | 43440       | Brioude         | Sainte-Florine                                                          | CC Auzon Communauté                   | 20,67            | 108 (2022)                        | 5,2                | modifier les données · modifier les données |
| Saint-Victor-Malescours         | 43227      | 43140       | Yssingeaux      | Les Deux Rivières et Vallées                                            | CC Loire et Semène                    | 14,47            | 804 (2022)                        | 56                 | modifier les données · modifier les données |
| Saint-Victor-sur-Arlanc         | 43228      | 43500       | Le Puy-en-Velay | Plateau du Haut-Velay granitique                                        | CA du Puy-en-Velay                    | 11,88            | 91 (2022)                         | 7,7                | modifier les données · modifier les données |
| Saint-Vidal                     | 43229      | 43320       | Le Puy-en-Velay | Saint-Paulien                                                           | CA du Puy-en-Velay                    | 7,71             | 609 (2022)                        | 79                 | modifier les données · modifier les données |
| Saint-Vincent                   | 43230      | 43800       | Le Puy-en-Velay | Emblavez-et-Meygal                                                      | CA du Puy-en-Velay                    | 20,40            | 1 070 (2022)                      | 52                 | modifier les données · modifier les données |
| Sainte-Eugénie-de-Villeneuve    | 43183      | 43230       | Brioude         | Pays de Lafayette                                                       | CC des Rives du Haut Allier           | 6,11             | 107 (2022)                        | 18                 | modifier les données · modifier les données |
| Sainte-Florine                  | 43185      | 43250       | Brioude         | Sainte-Florine                                                          | CC Auzon Communauté                   | 7,67             | 3 257 (2022)                      | 425                | modifier les données · modifier les données |
| Sainte-Marguerite               | 43208      | 43230       | Brioude         | Pays de Lafayette                                                       | CC des Rives du Haut Allier           | 5,39             | 37 (2022)                         | 6,9                | modifier les données · modifier les données |
| Sainte-Sigolène                 | 43224      | 43600       | Yssingeaux      | Les Deux Rivières et Vallées                                            | CC Marches du Velay-Rochebaron        | 30,64            | 6 060 (2022)                      | 198                | modifier les données · modifier les données |
| Salettes                        | 43231      | 43150       | Le Puy-en-Velay | Mézenc                                                                  | CC Mézenc-Loire-Meygal                | 20,28            | 154 (2022)                        | 7,6                | modifier les données · modifier les données |
| Salzuit                         | 43232      | 43230       | Brioude         | Pays de Lafayette                                                       | CC des Rives du Haut Allier           | 8,05             | 333 (2022)                        | 41                 | modifier les données · modifier les données |
| Sanssac-l'Église                | 43233      | 43320       | Le Puy-en-Velay | Saint-Paulien                                                           | CA du Puy-en-Velay                    | 15,28            | 1 078 (2022)                      | 71                 | modifier les données · modifier les données |
| Saugues                         | 43234      | 43170       | Brioude         | Gorges de l'Allier-Gévaudan                                             | CC des Rives du Haut Allier           | 78,80            | 1 664 (2022)                      | 21                 | modifier les données · modifier les données |
| La Séauve-sur-Semène            | 43236      | 43140       | Yssingeaux      | Les Deux Rivières et Vallées                                            | CC Loire et Semène                    | 7,86             | 1 471 (2022)                      | 187                | modifier les données · modifier les données |
| Sembadel                        | 43237      | 43160       | Brioude         | Plateau du Haut-Velay granitique                                        | CA du Puy-en-Velay                    | 18,59            | 240 (2022)                        | 13                 | modifier les données · modifier les données |
| Séneujols                       | 43238      | 43510       | Le Puy-en-Velay | Velay volcanique                                                        | CC des Pays de Cayres et de Pradelles | 12,24            | 301 (2022)                        | 25                 | modifier les données · modifier les données |
| Siaugues-Sainte-Marie           | 43239      | 43300       | Brioude         | Gorges de l'Allier-Gévaudan                                             | CC des Rives du Haut Allier           | 40,01            | 827 (2022)                        | 21                 | modifier les données · modifier les données |
| Solignac-sous-Roche             | 43240      | 43130       | Yssingeaux      | Bas-en-Basset                                                           | CC Marches du Velay-Rochebaron        | 8,65             | 261 (2022)                        | 30                 | modifier les données · modifier les données |
| Solignac-sur-Loire              | 43241      | 43370       | Le Puy-en-Velay | Velay volcanique                                                        | CA du Puy-en-Velay                    | 24,00            | 1 286 (2022)                      | 54                 | modifier les données · modifier les données |
| Tailhac                         | 43242      | 43300       | Brioude         | Gorges de l'Allier-Gévaudan                                             | CC des Rives du Haut Allier           | 12,52            | 63 (2022)                         | 5,0                | modifier les données · modifier les données |
| Tence                           | 43244      | 43190       | Yssingeaux      | Boutières                                                               | CC du Haut-Lignon                     | 52,12            | 3 148 (2022)                      | 60                 | modifier les données · modifier les données |
| Thoras                          | 43245      | 43170 43580 | Brioude         | Gorges de l'Allier-Gévaudan                                             | CC des Rives du Haut Allier           | 44,93            | 235 (2022)                        | 5,2                | modifier les données · modifier les données |
| Tiranges                        | 43246      | 43530       | Yssingeaux      | Bas-en-Basset                                                           | CC Marches du Velay-Rochebaron        | 26,83            | 455 (2022)                        | 17                 | modifier les données · modifier les données |
| Torsiac                         | 43247      | 43450       | Brioude         | Sainte-Florine                                                          | CC Brioude Sud Auvergne               | 9,06             | 65 (2022)                         | 7,2                | modifier les données · modifier les données |
| Valprivas                       | 43249      | 43210       | Yssingeaux      | Bas-en-Basset                                                           | CC Marches du Velay-Rochebaron        | 23,66            | 540 (2022)                        | 23                 | modifier les données · modifier les données |
| Vals-le-Chastel                 | 43250      | 43230       | Brioude         | Pays de Lafayette                                                       | CC des Rives du Haut Allier           | 3,99             | 39 (2022)                         | 9,8                | modifier les données · modifier les données |
| Vals-près-le-Puy                | 43251      | 43750       | Le Puy-en-Velay | Le Puy-en-Velay-1                                                       | CA du Puy-en-Velay                    | 5,12             | 3 392 (2022)                      | 663                | modifier les données · modifier les données |
| Varennes-Saint-Honorat          | 43252      | 43270       | Le Puy-en-Velay | Plateau du Haut-Velay granitique                                        | CC des Rives du Haut Allier           | 11,91            | 26 (2022)                         | 2,2                | modifier les données · modifier les données |
| Les Vastres                     | 43253      | 43430       | Le Puy-en-Velay | Mézenc                                                                  | CC Mézenc-Loire-Meygal                | 30,34            | 191 (2022)                        | 6,3                | modifier les données · modifier les données |
| Vazeilles-Limandre              | 43254      | 43320       | Le Puy-en-Velay | Saint-Paulien                                                           | CA du Puy-en-Velay                    | 11,72            | 265 (2022)                        | 23                 | modifier les données · modifier les données |
| Venteuges                       | 43256      | 43170       | Brioude         | Gorges de l'Allier-Gévaudan                                             | CC des Rives du Haut Allier           | 39,35            | 341 (2022)                        | 8,7                | modifier les données · modifier les données |
| Vergezac                        | 43257      | 43320       | Le Puy-en-Velay | Saint-Paulien                                                           | CA du Puy-en-Velay                    | 20,31            | 470 (2022)                        | 23                 | modifier les données · modifier les données |
| Vergongheon                     | 43258      | 43360       | Brioude         | Sainte-Florine                                                          | CC Auzon Communauté                   | 12,61            | 1 793 (2022)                      | 142                | modifier les données · modifier les données |
| Vernassal                       | 43259      | 43270       | Le Puy-en-Velay | Saint-Paulien                                                           | CA du Puy-en-Velay                    | 19,23            | 363 (2022)                        | 19                 | modifier les données · modifier les données |
| Le Vernet                       | 43260      | 43320       | Le Puy-en-Velay | Saint-Paulien                                                           | CA du Puy-en-Velay                    | 3,82             | 22 (2022)                         | 5,8                | modifier les données · modifier les données |
| Vézézoux                        | 43261      | 43390       | Brioude         | Sainte-Florine                                                          | CC Auzon Communauté                   | 7,13             | 631 (2022)                        | 88                 | modifier les données · modifier les données |
| Vieille-Brioude                 | 43262      | 43100       | Brioude         | Brioude                                                                 | CC Brioude Sud Auvergne               | 27,70            | 1 245 (2022)                      | 45                 | modifier les données · modifier les données |
| Vielprat                        | 43263      | 43490       | Le Puy-en-Velay | Velay volcanique                                                        | CC des Pays de Cayres et de Pradelles | 7,24             | 67 (2022)                         | 9,3                | modifier les données · modifier les données |
| Villeneuve-d'Allier             | 43264      | 43380       | Brioude         | Pays de Lafayette                                                       | CC des Rives du Haut Allier           | 14,31            | 281 (2022)                        | 20                 | modifier les données · modifier les données |
| Les Villettes                   | 43265      | 43600       | Yssingeaux      | Monistrol-sur-Loire                                                     | CC Marches du Velay-Rochebaron        | 11,78            | 1 455 (2022)                      | 124                | modifier les données · modifier les données |
| Vissac-Auteyrac                 | 43013      | 43300       | Brioude         | Pays de Lafayette                                                       | CC des Rives du Haut Allier           | 17,10            | 300 (2022)                        | 18                 | modifier les données · modifier les données |
| Vorey                           | 43267      | 43800       | Le Puy-en-Velay | Emblavez-et-Meygal                                                      | CA du Puy-en-Velay                    | 39,23            | 1 466 (2022)                      | 37                 | modifier les données · modifier les données |
| Yssingeaux                      | 43268      | 43200       | Yssingeaux      | Yssingeaux                                                              | CC des Sucs                           | 80,57            | 7 380 (2022)                      | 92                 | modifier les données · modifier les données |
| Haute-Loire                     | 43         |             |                 |                                                                         |                                       | 4 977,00         | 228 161 (2022)                    | 46                 | modifier les données                        |